# Capo di stato maggiore dell'Arma dei Carabinieri
Il capo di stato maggiore del Comando generale dell'Arma dei Carabinieri è il principale consulente e collaboratore del comandante generale dell'Arma, dal quale dipende direttamente. Lo stato maggiore della forza armata, a differenza delle altre forze armate italiane, non è il vertice, ma solo il capo dello staff del Comandante generale.

## Funzioni
Responsabile dello stato maggiore, organo di governo del Comando generale dell'Arma, organizzato in sei Reparti con differenti compiti e funzioni.
Il capo di S.M. ne coordina le attività, che illustra al comandante. Ha alle sue dirette dipendenze le direzioni di sanità e di amministrazione, il reparto autonomo e il capo servizio assistenza spirituale. Ha almeno il grado di generale di divisione.
È coadiuvato nelle sue funzioni dal sottocapo di stato maggiore.

## Storia
Con il R.D. 16 novembre 1882, emanato in esecuzione della legge sull'ordinamento del Regio Esercito del 29 giugno dello stesso anno, si ripristinò il Comando dell'Arma dei Carabinieri, cui venne preposto un tenente generale, coadiuvato da un Comandante in 2^ e da un Segretario, a capo dello stato maggiore.
La carica fu formalmente istituita con il Regio Decreto n. 2145 del 1º ottobre 1936. I suoi compiti furono definiti con il Regolamento Generale dell'Arma del 1º settembre 1953.

## Capi di stato maggiore dell'Arma
Regno d'Italia
1. Veggi Emanuele, Luogoten. Col. e Col., 29 ottobre 1861 - 7 settembre 1870;
2. Figini Stefano, Magg. e Ten. Col., 22 settembre 1870 - 13 febbraio 1876;
3. Avogadro di Vigliano Augusto, Ten. Col., 14 febbraio 1876 - 26 giugno 1878;
4. Castellani Ludovico, Ten. Col., 27 giugno 1878 - 26 dicembre 1881;
5. Bertani Giuseppe, Ten. Col., 27 dicembre 1881 - 22 aprile 1883;
6. Curci Giovanni, Magg. e Ten. Col., 23 aprile 1883 - 12 ottobre 1885;
7. Putzolu Nicolò, Ten. Col., 13 ottobre 1885 - 20 luglio 1891;
8. Grossardi Gian Carlo, Ten. Col., 23 luglio 1891 - 23 luglio 1892;
9. Cantono Enrico, Magg., Ten. Col. e Col., 24 luglio 1892 14 febbraio 1900;
10. Tanzi Gaetano, Ten. Col., 22 febbraio 1900 - 16 gennaio 1902;
11. Cauvin Luigi, Magg., Ten. Col. e Col., 25 gennaio 1902 5 settembre 1913;
12. Abrile Raffaele, Col. e Magg. Gen., 6 settembre 1913 - 25 ottobre 1919;
13. Tinozzi Romolo, Ten. Col. e Col., 26 ottobre 1919 - 11 febbraio 1925;
14. Lazari Pio, Col., 12 febbraio 1925 - 23 novembre 1931;
15. Crispino Agostinucci, Col., 24 novembre 1931 - 15 maggio 1935;
16. Antonio Marotta, Col., 16 maggio 1935 - 8 settembre 1937;
17. Casimiro Delfini, Ten. Col. e Col., 15 novembre 1937 - 11 ottobre 1940;
18. Ulderico Barengo, Col., 12 ottobre 1940 - 19 luglio 1943;
19. Dino Tabellini, Col., 20 luglio 1943 - 10 settembre 1943;
20. Romano Dalla Chiesa, Col., 15 novembre 1943 - 6 giugno 1945;
21. Polani Ezio, Col., 7 giugno 1945 - 4 dicembre 1945;

Repubblica
1. Sacchi Mario, Col., 5 dicembre 1945 - 9 giugno 1952;
2. Anedda Efisio, Col. e Gen. B., 1º luglio 1952 - 20 giugno 1954;
3. Assuma Cosimo, Col. e Gen. B., 21 giugno 1954 - 30 giugno 1956;
4. Pontani Francesco, Col. e Gen. B., 1º luglio 1956 - 30 giugno 1961;
5. Verri Pietro, Col. e Gen. B., 1º settembre 1961 - 31 agosto 1963;
6. Picchiotti Franco, Col. e Gen. B., 1º settembre 1963 - 31 luglio 1965;
7. De Iulio Mario, Col., 1º ottobre 1965 - 31 ottobre 1967;
8. Ferrara Arnaldo, Col., Gen. B. e Gen. D., 1º novembre 1967 -26 luglio 1977;
9. De Sena Mario, Gen. B. e Gen. D., 6 agosto 1977 - 5 maggio 1982;
10. Richero Giuseppe, Gen. B., 6 maggio 1982 - 8 settembre 1985;
11. Cucci Mario, Gen. B e Gen. D., 9 settembre 1985 - 8 luglio 1987;
12. Giuseppe Tavormina, Gen. B., 9 luglio 1987 - Il giugno 1989;
13. Oresta Vincenzo, Gen. B., 12 giugno 1989 - 17 luglio 1990;
14. Pisani Domenico, Gen. B., 18 luglio 1990 - 27 febbraio 1994;
15. Vannucchi Alessandro, Gen. D., 28 febbraio 1994 - 8 giugno 1995;
16. Giorgio Cancellieri, Gen. D., 9 giugno 1995 - 31 agosto 1997;
17. Mario Nunzella, Gen. D., 1º settembre 1997 - 28 febbraio 2000;
18. Venditti Alfonso, Gen. D., 1º marzo 2000 - 25 luglio 2002;
19. Giorgio Piccirillo, Gen. D., 26 luglio 2002 - 5 agosto 2004;
20. Elio Toscano, Gen. D. e Gen. C.A., 6 agosto 2004 - 4 settembre 2006;
21. Leonardo Gallitelli, Gen. C.A., 4 settembre 2006 - 22 luglio 2009;
22. Arturo Esposito, Gen. D. e Gen. C.A, 22 luglio 2009 - 17 giugno 2012;
23. Antonio Ricciardi, Gen. D., 18 giugno 2012 - 3 luglio 2012 in s.v.;
24. Ilio Ciceri, Gen. D. e Gen. C.A., 4 luglio 2012 - 18 luglio 2016
25. Gaetano Angelo Antonio Maruccia, Gen. C.A., 18 luglio 2016 - 13 giugno 2018
26. Enzo Bernardini, in s.v., Gen. D., 13 giugno 2018 - 6 settembre 2018;
27. Teo Luzi, Gen. D. e C.A., 6 settembre 2018 - 15 gennaio 2021;
28. Mario Cinque, Gen. C.A., 25 gennaio 2021 - 25 novembre 2024;
29. Andrea Taurelli Salimbeni, Gen. C.A., 15 dicembre 2024 - in carica.